# Shanghai Challenger
Lo Shanghai Challenger è un torneo di tennis che si gioca a Shanghai in Cina dal 2011. L'evento fa parte dell'ATP Challenger Tour e si gioca su campi in cemento all'aperto. Nel 2023 anno dal quale si è svolto nella stessa sede del Masters 1000, Qizhong Forest Sports City Arena, ha ricevuto il premio come miglior torneo Challenger per l'area Asia/Pacifico.

## Albo d'oro

### Singolare
| Anno       | Campione              | Finalista            | Punteggio            |
| ---------- | --------------------- | -------------------- | -------------------- |
| 2024       | Sho Shimabukuro       | Hsu Yu-hsiou         | 6–4, 6–4             |
| 2023       | Christopher O'Connell | Yosuke Watanuki      | 6–3, 7–5             |
| 2022- 2020 | Non disputato         | Non disputato        | Non disputato        |
| 2019       | Yasutaka Uchiyama     | Wu Di                | 6–4, 7–6(4)          |
| 2018       | Blaž Kavčič           | Hiroki Moriya        | 6–1, 7–6(1)          |
| 2017       | Wu Yibing             | Lu Yen-hsun          | 7–6(6), 0–0 ritirato |
| 2016       | Henri Laaksonen       | Jason Jung           | 6–3, 6–3             |
| 2015       | Yuki Bhambri          | Wu Di                | 3–6, 6–0, 7–6(3)     |
| 2014       | Yoshihito Nishioka    | Somdev Devvarman     | 6–4, 6(5)–7, 7–6(3)  |
| 2013       | Yūichi Sugita         | Hiroki Moriya        | 6–3, 6–3             |
| 2012       | Lu Yen-hsun           | Peter Gojowczyk      | 7–5, 6–0             |
| 2011       | Cedrik-Marcel Stebe   | Aleksandr Kudrjavcev | 6–4, 4–6, 7–5        |

### Doppio
| Anno       | Campioni                                      | Finalisti                               | Punteggio              |
| ---------- | --------------------------------------------- | --------------------------------------- | ---------------------- |
| 2024       | Cristian Rodríguez Matthew Romios             | Rithvik Choudary Bollipalli Arjun Kadhe | 7–6(4), 1–6, [10–7]    |
| 2023       | Alex Bolt Luke Saville                        | Bu Yunchaokete Te Rigele                | 4–6, 6–3, [11–9]       |
| 2022- 2020 | Non disputato                                 | Non disputato                           | Non disputato          |
| 2019       | Gao Xin Sun Fajing                            | Marc Polmans Scott Puodziunas           | 2–6, 6–4, [10–7]       |
| 2018       | Gong Maoxin Zhang Ze                          | Hua Runhao Zhang Zhizhen                | 6–4, 3–6, [10–4]       |
| 2017       | Toshihide Matsui Yi Chu-huan (3)              | Bradley Klahn Peter Polansky            | 6(1)–7, 6–4, [10–5]    |
| 2016       | Hsieh Cheng-peng Yi Chu-huan (2)              | Gao Xin Li Zhe                          | 7–6(6), 5–7, [10–0]    |
| 2015       | Wu Di Yi Chu-huan (1)                         | Thomas Fabbiano Luca Vanni              | 6–3, 7–5               |
| 2014       | Yuki Bhambri Divij Sharan                     | Somdev Devvarman Sanam Singh            | 7–6(2), 6(4)–7, [10–8] |
| 2013       | Sanchai Ratiwatana (3) Sonchat Ratiwatana (3) | Lee Hsin-han Peng Hsien-yin             | 6–3, 6–4               |
| 2012       | Sanchai Ratiwatana (2) Sonchat Ratiwatana (2) | Yuki Bhambri Divij Sharan               | 6–4, 6–4               |
| 2011       | Sanchai Ratiwatana (1) Sonchat Ratiwatana (1) | Fritz Wolmarans Michael Yani            | 7–6(4), 6–3            |